# 1557

## Родени
- Балтазар Жерар, френски католик
- 14 февруари – Матиас, император на Свещената Римска империя, крал на Унгария и Хърватия
- 31 май – Фьодор I, цар на Русия
- 16 август – Агостино Карачи, италиански бароков художник, брат на Анибале Карачи († 1602)

## Починали
- 2 януари – Понтормо, италиански художник
- 11 юни – Жуау III, крал на Португалия
- 1 септември – Жак Картие, френски пътешественик
- 19 ноември – Бона Сфорца, полска кралица
- 13 декември – Николо Тарталия, италиански учен